# Plaque (champagnefles)

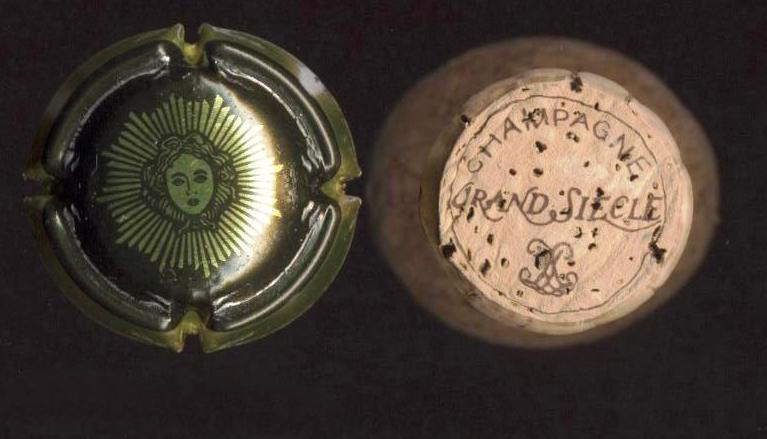
plaque en kurk van een kostbare fles wijn, de "Grand Siécle van Laurent-Perrier

De plaque is een klein en rond metalen schildje onder de muselet die de kurk van de champagnefles vasthoudt. De plaque wordt na de dégorgement van de fles samen met de muselet op de fles champagne bevestigd.
Op de plaque is het beeldmerk van het champagnehuis of een andere voorstelling aangebracht. Deze plaque is een verzamelobject geworden.
De plaque wordt ook wel als "capsule" aangeduid maar de capsule is de strak om de bovenkant van de fles aangebrachte folie.